# サプリメントアドバイザー
サプリメントアドバイザーは厚生労働省が指定するアドバイザリースタッフのうちの一つで、サプリメント・健康食品に関するアドバイスを行うための民間の資格。
日本においては、日本臨床栄養協会が設立した日本サプリメントアドバイザー認定機構が認定する「NR・サプリメントアドバイザー」と、日本ニュートリション協会が認定する「サプリメントアドバイザー」があり、同名であるが、受験資格や認定基準に違いがある。

## 日本サプリメントアドバイザー認定機構
日本臨床栄養協会（The Japanese Clinical Nutrition Association）は、入会者に対し通信講座、学術大会、公認テキストによる教育を行い、年に一度認定試験を実施する。合格者は「日本臨床栄養協会サプリメントアドバイザー」として認定される。有効期間は5年間。更新には、継続した同協会正会員であることと、必要な単位を取得することが求められている。
入会や受験要件は無いが、指定国家資格所有者または準ずる者とその他の者とでは、受験科目数が異なる。

## 日本ニュートリション協会
日本ニュートリション協会（Japan Nutrition Foundation、JNF）は、米国に本部を持つInternational Sports Nutrition Foundation（ISNF）と連携しているJNFサプリメントアドバイザー認定講座修了者（全課題合格者）に対し、「日本ニュートリション協会サプリメントアドバイザー」として米国INSFとJNFが認定・登録する。
完全通信講座制であるため、受講期間、受講資格に制限は無い。2000年に設立された、日本で一番古い、認定制度の協会。
生徒数7000人以上。　アメリカの栄養学を中心にサプリメントを販売する方の知識向上と、サプリメントを買う、消費者の知識を高めて、正しいサプリメントの取り方を学べる協会。　生徒には、一般の主婦、サプリメントを販売する方、スポーツトレーナー、ドクター、看護婦、管理栄養士、栄養士、薬剤師と幅広い生徒を教育中。
卒業生には、卒業証書、認定カードが渡される。会員コンテンツには最新情報や国内の健康関連ニュースが載った ニュースレターの配信、Webセミナー、米国サプリメントの購入がある。全て通信教育なので、仕事をしながらでも受講が出来る。
毎年、アメリカ研修旅行を実施、展示会、大学への一日入学(大学より認定書がもらえる)、サプリメント・ショップでの販売のレクチャー研修など、本場の栄養学産業を実体験出来る。

## 厚生労働省の見解
「健康食品」に係る制度に関する質疑応答集（平成17年2月28日)内に、以下の記述がある。